# Gosaukamm
Il Gosaukamm è una catena montuosa austriaca sita all'interno dei monti del Dachstein, nelle Alpi Nord-orientali. Relativamente corta in lunghezza, la catena forma uno sfondo imponente alla valle e alla città di Gosau. Il suo punto più alto raggiunge i 2458 m.

## Geografia
La cresta principale del Gosaukamm segna il confine tra gli stati austriaci del Salisburgo e dell'Alta Austria. Parte del massiccio del Dachstein, si trova a nord-ovest della vetta dell'Hoher Dachstein e fa parte del paesaggio culturale Hallstatt-Dachstein/Salzkammergut, Patrimonio dell'umanità dell'UNESCO. La catena è composta da più vette, la più alta delle quali è la Große Bischofsmütze a 2458 m. Il Vorderer Gosausee si trova lungo il lato settentrionale alla sua base. Una scala sospesa che funge da via ferrata attraversa una gola sul Grosser Donnerkogel: essa è diventata un'attrazione popolare per i turisti e gli arrampicatori.

## Classificazione
Secondo la SOIUSA la Gosaukamm è un supergruppo alpino con la seguente classificazione:
- Grande parte = Alpi Orientali
- Grande settore = Alpi Nord-orientali
- Sezione = Alpi del Salzkammergut e dell'Alta Austria
- Sottosezione = Monti del Dachstein
- Supergruppo = Gosaukamm
- Codice = II/B-25.I-A

## Vette principali
Muovendosi lungo la cresta da nord-ovest in direzione sud-est, alcune delle vette più importanti sono le seguenti:
- Kleiner Donnerkogel ( 1 920 metri (6 300 ft) )
- Großer Donnerkogel ( 2 054 metri (6 739 ft) )
- Steinriesenkogel ( 2 008 metri (6 588 ft) )
- Strichkogel ( 2 036 metri (6 680 ft) )
- Angerstein ( 2 100 metri (6 900 ft) )
- Mandlkogel ( 2 279 metri (7 477 ft) )
- Wasserkarkogel ( 2 268 metri (7 441 ft) )
- Sternkogel ( 2 320 metri (7 610 ft) )
- Grosswand ( 2 415 metri (7 923 ft) )
- Däumling ( 2 322 metri (7 618 ft) )
- Armkarwand ( 2 348 metri (7 703 ft) )
- Stuhllochspitze ( 2 172 metri (7 126 ft) )
- Grosse Bischofsmütze ( 2 458 metri (8 064 ft) )
- Kleine Bischofsmütze ( 2 430 metri (7 970 ft) )
- Punta Kamplbrunn ( 2 190 metri (7 190 ft) )